# Epilampra amapae
Epilampra amapae är en kackerlacksart som beskrevs av Rocha e Silva och Gurney 1962. Epilampra amapae ingår i släktet Epilampra och familjen jättekackerlackor. Inga underarter finns listade i Catalogue of Life.